# 지역주의
지역주의(地域主義, 영어: regionalism) 또는 지방주의(地方主義)는 중앙에 대하여, 지역의 독자성과 특수성을 살리고 지역 내의 자치성을 추구하는 주의이다.
정치에서 지역주의는 특정 지역, 지역 그룹 또는 다른 하위 국가 단체의 국가적 또는 규범 적 이익에 초점을 맞춘 정치 이데올로기이다. 이들은 정치 부문, 행정 부서, 문화적 경계, 언어 지역 및 종교 지리 등으로 구분 될 수 있다.
지역주의자들은 지역 전체 또는 일부 주민들이 이용할 수 있는 정치권력과 영향력을 높이기 위해 노력한다. 지역 주의적 요구는 주권, 분리주의, 탈퇴 및 독립과 같은 과격한 행보나 더 큰 자치권 (예를 들어, 국가의 권리, 지방 분권, 또는 계승)을 위한, 보다 온건한 캠페인에서 발생한다.
지역주의자들은 이 용어의 엄격한 의미에서 강력한 중앙 정부를 가진 단일 민족 국가에 대한 연합을 지지한다. 그러나 그들은 연방주의의 중간 형태를 주장 할 수도 있다.
지역주의 지지자들은 일반적으로 중앙 정부를 희생하면서 한 지역 내의 치리회와 정치 세력을 강화하는 것이 더 나은 재정 책임, 지역 개발, 지역 사회의 자원, 지역 정책 및 계획의 실행, 지역 간 경쟁력을 강화시키려고 한다.

## 지역감정과 지역갈등인식의 변화
연구는 1988년과 2003년에 설문조사된 지역주의와 지역갈등 자료를 비교 분석함으로써 우리나라 사람들의 지역감정과 지역갈등인식이 지난 15년간 어떻게 변화해왔는지를 살펴보는 데 목적이 있다. 지역갈등을 둘러싸고 일반인들이 가지는 태도를 감정적 차원, 인지적 차원, 행동적 차원으로 구분하여 분석틀을 구성하였다. 감정적 차원으로는 각 지역민에 대한 내ㆍ외집단의 선호도를 분석하였으며, 인지적 차원에서는 지역갈등의 원인, 심화시기, 해결책에 대한 인식의 변화를 응답자의 출신지역별로 비교분석하였다. 그리고 행동적 차원에서는 응답자의 출신지역에 따른 지역차별경험의 차이를 살펴보았다. 주요 분석결과를 보면, 지역민에 대한 선호도 순위는 1988년과 2003년 사이에 변화가 없었으며, 충청도사람에 대한 호감도가 가장 높고 전라도사람이 가장 낮았다. 모든 지역민들이 강한 내집단편애성향을 보인다는 점과 전라도와 경상도사람들이 서로에 대해 좋지 않게 생각하는 경향은 두 시점 간 차이가 없었다. 그럼에도 전라도사람들의 내집단편애성향이 1988년에 비해 2003년에 상당히 줄어들었으며, 전라남도사람들이 경상도사람들을 싫어하는 정도도 상당히 줄어들었다. 지역갈등에 대한 인지적 차원의 분석결과에 따르면, 1988년에는 지역갈등의 가장 중요한 원인을 편향된 경제발전정책 탓으로 보았는데, 2003년에는 이런 경향이 현저히 감소하고 그 대신 지역주민의 의식과 정치인의 선거운동을 주요 원인으로 보았다. 지역갈등해소방안으로 지역경제격차해소를 중요하게 여기는 점은 1988년과 2003년 사이에 변화가 없다. 출신지역으로 인한 차별경험은 1988년에는 전라도사람들이 다른 지역민보다 현저히 높았었는데, 2003년에는 충청도사람들도 전라도사람들과 유사한 수준으로 차별을 경험하고 있는 것으로 나타났다.

## 같이 보기
- 대한민국의 지역주의
- 스페인의 민족주의와 지역주의